# Movetron

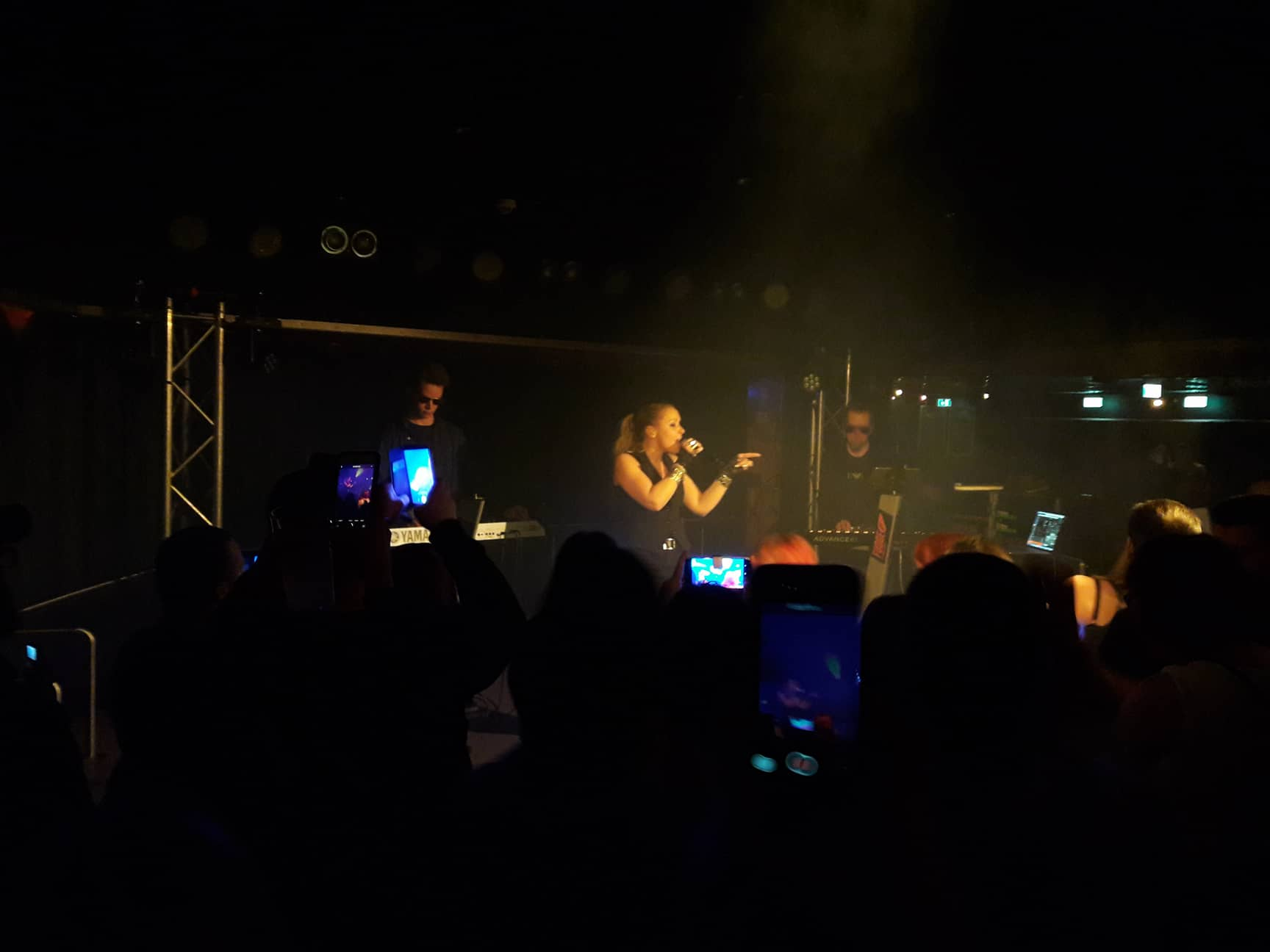
Movetron i Åbo, Finland, 24 februari 2018

Movetron är en finländsk Eurodance- och popgrupp som bildades i mitten av 1990-talet av Päivi Lepistö, Jukka Tanttari, and Timo Löyvä.
Några av de mest kända låtarna är "Romeo ja Julia", "Flavio", "Ristinolla", "3 aste", "Ei kenekään maa", Missä sä oot", "Lanteisiin", "Alla koivupuun" samt "Cupido" som var  med i den finska UMK (Uuden musiikin kilpailu).